# كولن لورانس
كولن لورانس (بالإنجليزية: Colin Lawrence)‏ هو ممثل بريطاني، ولد في 7 سبتمبر 1970 بلندن في المملكة المتحدة.

## وصلات خارجية
- كولن لورانس على موقع IMDb (الإنجليزية)
- كولن لورانس على موقع قاعدة بيانات الفيلم (الإنجليزية)